# الیکایی بوچارد
الیکایی بوچارد (نام علمی: Campylorhynchus jocosus) نام یک گونه از سرده خمیده‌منقارها است.